# Hells Bells
Hells Bells (englisch für „Höllenglocken“) ist ein Lied der australischen Hard-Rock-Band AC/DC, das den ersten Titel des Albums Back in Black darstellt.

## Inhalt

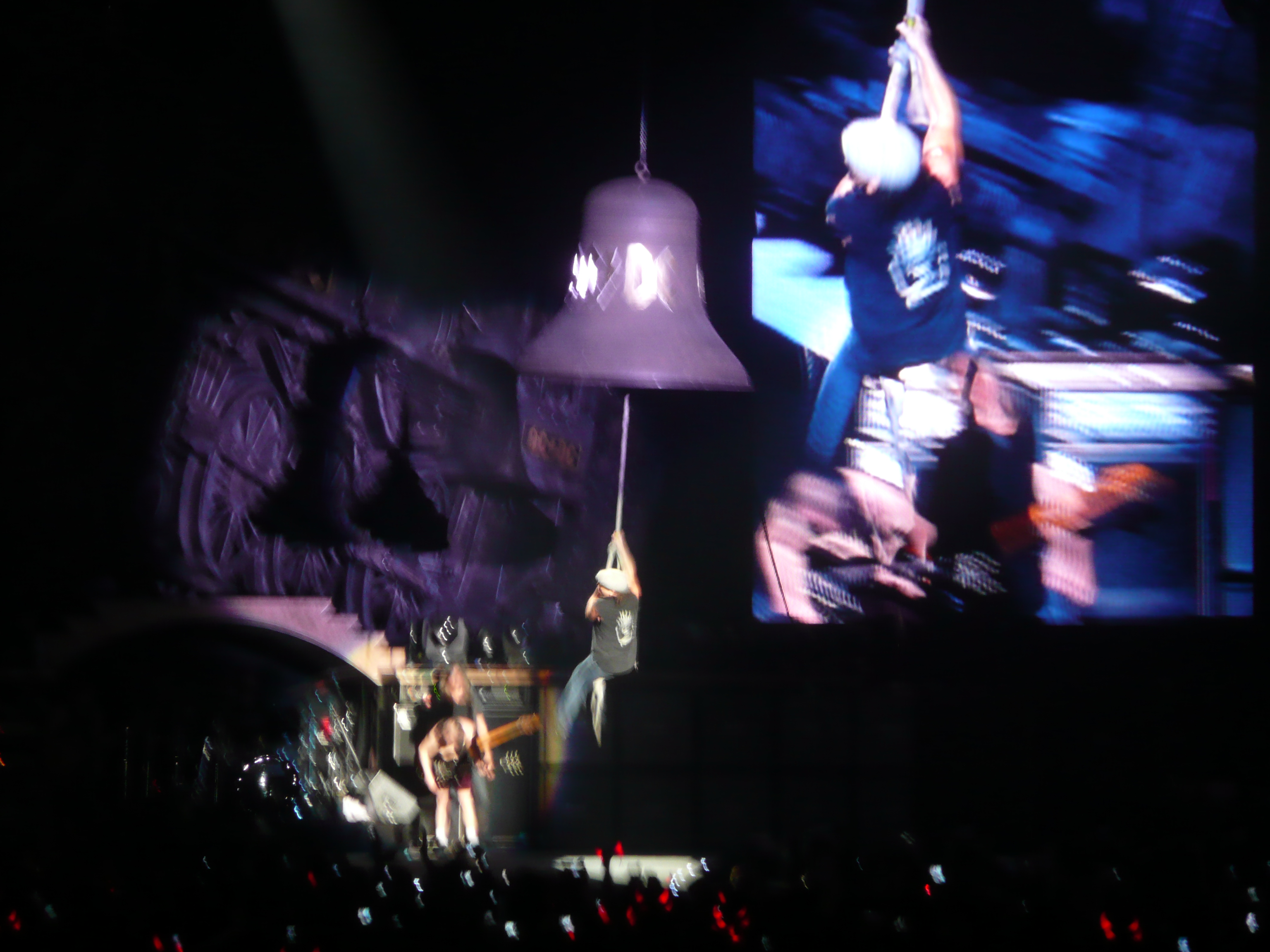
AC/DC bei der Darbietung von Hells Bells im Jahr 2008

In der Studioversion beginnt der Song mit vier Schlägen einer tiefen Glocke; bei einigen Live-Versionen sind es sechs Schläge. Während die Glocke weiter geläutet wird, setzt Angus Young mit der Leadgitarre ein, gefolgt von seinem Bruder Malcolm Young an der Rhythmusgitarre, Phil Rudd am Schlagzeug und Cliff Williams am Bass. Schließlich singt Brian Johnson über dem derart aufgebauten Klang.
Der Sänger nimmt im Songtext die Rolle eines Höllenengels ein, vom Teufel gesandt, um den anonym angesprochenen Hörer des Liedes in die Hölle zu entführen. Dabei vergleicht sich der Sänger mit unbändigen Kräften der Natur wie Donner, Blitz und Stürmen, und betont, dass Widerstand zwecklos sei.

## Produktion
Das Album Back in Black war das erste mit dem neuen Sänger Brian Johnson, nachdem der ursprüngliche Sänger Bon Scott gestorben war. Der Song Hells Bells wird als Tribut an Bon Scott verstanden.
Das Lied wurde im Frühjahr 1980 in den Compass Point Studios auf den Bahamas mit dem Produzenten Robert Lange aufgenommen. Die Single erschien im November 1980, die B-Seite war What Do You Do for Money Honey. Die Credits führen Angus Young, Malcolm Young und Brian Johnson auf.
Neben der Veröffentlichung auf Back in Black erschien der Song auch auf dem Soundtrack-Album Who Made Who und auf dem Live-Album, sowie in der Remastered-Version von Back in Black im Box-Set Bonfire.
Für die Aufnahme wurde im Auftrag der Band eine spezielle Glocke neu gegossen. Aus Termingründen wurde zunächst versucht, eine Glocke des War Memorial Campanile in Loughborough in Leicestershire einzufangen. Allerdings wurde die Aufnahme der Glocke durch das Flattern der Tauben im Turm gestört. So wurde die Aufnahme in letzter Minute doch mit der neuen Glocke realisiert. Diese Glocke mit einem Gewicht von einer Short ton wurde bis 1980 auch als Tourneeinstrument genutzt.

## Rezeption
Das Lied gehört seit Veröffentlichung zu den beliebtesten Liedern von AC/DC und wird bei vielen Events und Fernsehsendungen genutzt. Mehrere Fußballvereine, wie z. B. der FC St. Pauli, der FC Winterthur, der FC Schalke 04 und FK Austria Wien, nutzen Hells Bells als Einlaufmusik bei ihren Heimspielen. Auch die Schweizer Eishockeymannschaft SC Bern und der EHC Red Bull München nutzen diesen Song als Einlaufmusik. Der schweizerische Radiosender Radio 3fach spielt das Lied jede Nacht um 0:00, der deutsche Sender Radio Bob strahlt täglich um 12 Uhr mittags und nachts die Glockenschläge aus Hells Bells aus, worauf immer ein Lied von AC/DC folgt. Der Boxer Vitali Klitschko nutzte diesen Song bei Kämpfen auf dem Weg von der Kabine bis zum Boxring. Im Rollstuhlbasketball verwenden die FCK Rolling Devils vom 1. FC Kaiserslautern passend zum Öffentlichkeitsbild des Gesamtvereins Hells Bells als Einzugslied.

## Kommerzieller Erfolg

### Chartplatzierungen
| ChartsChartplatzierungen | Höchstplatzierung | Wochen |
| ------------------------ | ----------------- | ------ |
| Deutschland (GfK)        | 25 (20 Wo.)       | 20     |
| Österreich (Ö3)          | 49 (2 Wo.)        | 2      |
| Schweiz (IFPI)           | 61 (1 Wo.)        | 1      |

### Auszeichnungen für Musikverkäufe
| Land/Region                  | Auszeichnungen für Musikverkäufe (Land/Region, Auszeichnung, Verkäufe) | Verkäufe  |
| ---------------------------- | ---------------------------------------------------------------------- | --------- |
| Brasilien (PMB)              | Gold                                                                   | 30.000    |
| Dänemark (IFPI)              | Gold                                                                   | 45.000    |
| Deutschland (BVMI)           | Gold                                                                   | 250.000   |
| Italien (FIMI)               | Gold                                                                   | 25.000    |
| Kanada (MC)                  | 4× Platin · + Gold (Ringtone)                                          | 340.000   |
| Mexiko (AMPROFON)            | Platin                                                                 | 60.000    |
| Neuseeland (RMNZ)            | Platin                                                                 | 30.000    |
| Spanien (Promusicae)         | Gold                                                                   | 30.000    |
| Vereinigte Staaten (RIAA)    | 3× Platin · + Gold (Ringtone)                                          | 3.500.000 |
| Vereinigtes Königreich (BPI) | Gold                                                                   | 400.000   |
| Insgesamt                    | 8× Gold · 9× Platin ·                                                  | 4.710.000 |

Hauptartikel: AC/DC/Auszeichnungen für Musikverkäufe